# ブランカ・ムスリン
ブランカ・ムスリン（Branka Musulin, 1917年8月6日 - 1975年1月1日）は、オーストリア＝ハンガリー帝国出身のピアノ奏者。父スティエパンは言語学者。
オーストリア＝ハンガリー帝国領アグラムに生まれる。地元の音楽院のスヴェティスラフ・スタンチッチにピアノを学び、1936年に卒業。その後は、パリでアルフレッド・コルトーとイヴォンヌ・ルフェビュール、ヴュルテンブルクでマックス・フォン・パウアー、ローマでアルフレード・カゼッラの各氏のレッスンを受けた。1958年にフランクフルト音楽院のピアノ講師となった。
シュマレンベルクにて没。